# Széphalom (település)
Széphalom egykor önálló község, jelenleg Sátoraljaújhely városrésze.

## Fekvése
Sátoraljaújhely központjától mintegy 4 kilométerre északra helyezkedik el, közvetlenül magyar-szlovák államhatár mellett.
A szomszédos települések: észak felől Alsóregmec, északnyugat felől Mikóháza, délnyugat felől pedig Rudabányácska, mely ma úgyszintén Sátoraljaújhelyhez tartozik. A határ túloldalán a legközelebbi település Kistoronya (Malá Tŕňa).

### Megközelítése
Sátoraljaújhely központja és az ország távolabbi részei felől egyaránt a legkézenfekvőbb közúti megközelítési útvonala a 37-es főút, amelyről a város északi szélén kell letérni a 3719-es útra; ugyanezen az úton érhető el Pálháza-Gönc irányából is. Határszélét délnyugaton érinti még a 3718-as út is.
Korábban, a megszüntetéséig érintette a községet a Hegyközi Kisvasút is; ma a legközelebbi vasúti csatlakozási lehetőséget a Budapest–Sátoraljaújhely-vasútvonal Sátoraljaújhely vasútállomása kínálja.

## Neve
„Széphalom” nem a falu eredeti neve, az itt lakó Kazinczy Ferenc adta neki ezt a nevet, és ő is tette nevezetessé.

## Története

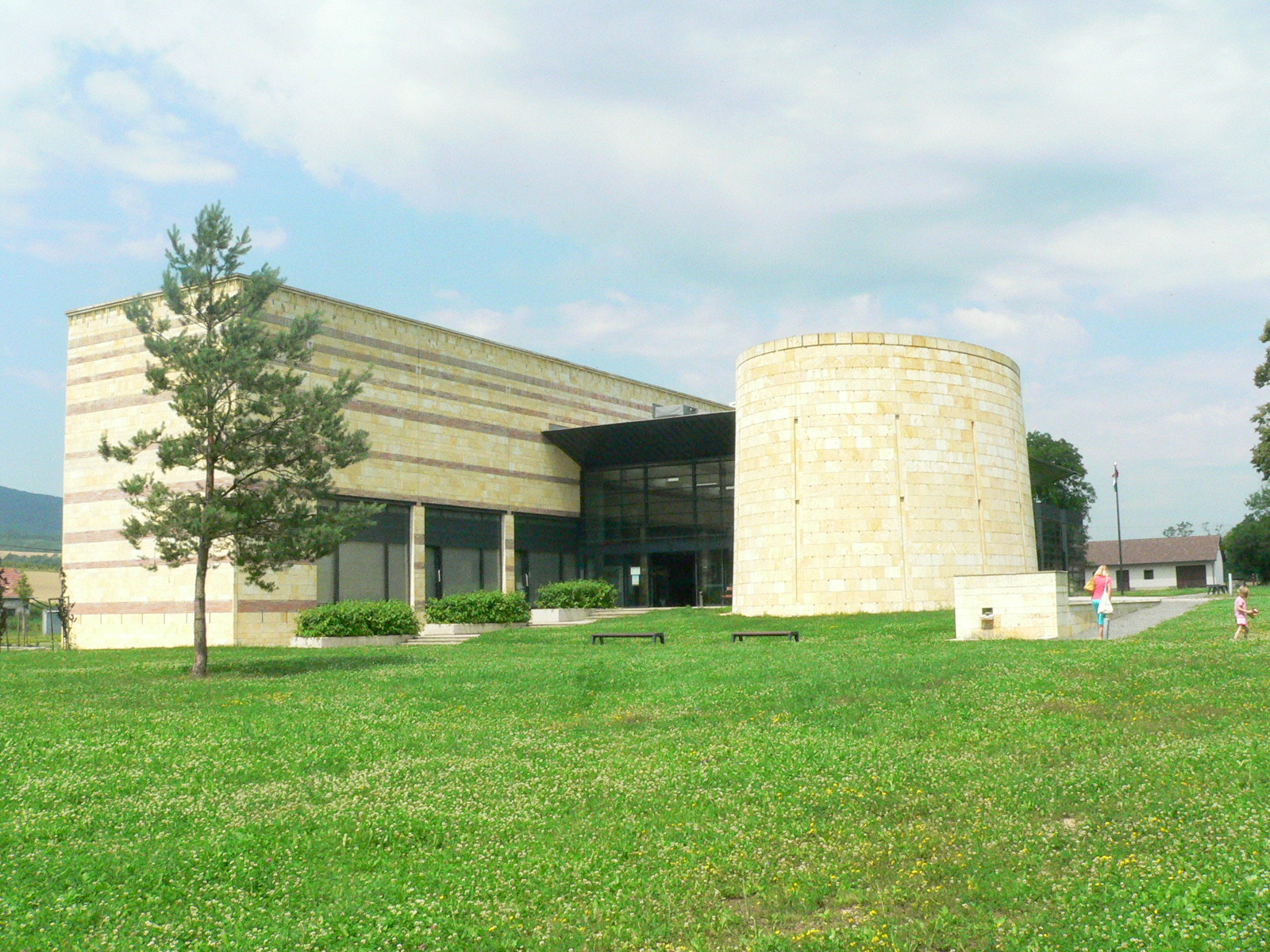
A Magyar Nyelv Múzeuma épülete

A községet 1440-ben említik először Kysbanya néven, az emlékek szerint azok a bányászok alapították, akik abban az időben aranyat és ezüstöt bányásztak határában. Hírnevét leginkább egykori lakójának, Kazinczy Ferencnek köszönheti, aki az akkor még Kisbányának vagy Kisbányácskának nevezett falut elnevezte Széphalomnak. Ezt az elnevezést 1886-ban hivatalosan is fölvette a település.
Széphalom 1940-ben Hosszúlázzal összeolvadt. A szlovák határ mentén fekvő település három tájegység, a Bodrogköz, a Hegyköz és Hegyalja találkozását jelöli. Kisbányácskán 1794-ben szerzett birtokot Kazinczy Ferenc, de a magyar jakobinus mozgalomban betöltött szerepe miatt még abban az évben börtönbe került. Az építkezést csak szabadulása után fejezhette be, és 1806-ban költözött be feleségével, Török Sophie-val.
A trianoni békeszerződés következtében a falu az ország szélére került. Az új országhatár a Ronyva lett a falu mellett, a Hegyközt elvágva a vasúttól, ami azelőtt bekapcsolta a térséget az ország vérkeringésébe. Ennek pótlására épült meg a Hegyközi Kisvasút, amely a Bodrogközi és a Nyírvidéki Kisvasúthoz csatlakozva tekintélyes, 200 kilométeres hálózatot alkotott. Ez egészen 1980-ig működött. Onnantól fogva a Borsod Volán, napjainkban már a Volánbusz szállítja az utazni vágyókat. A Kazinczy-kert mellé Kossuth-kastély épült (tervezője Kotsis Iván), a kertje ma közösségi programok helyszíne.

## Nevezetes széphalmiak

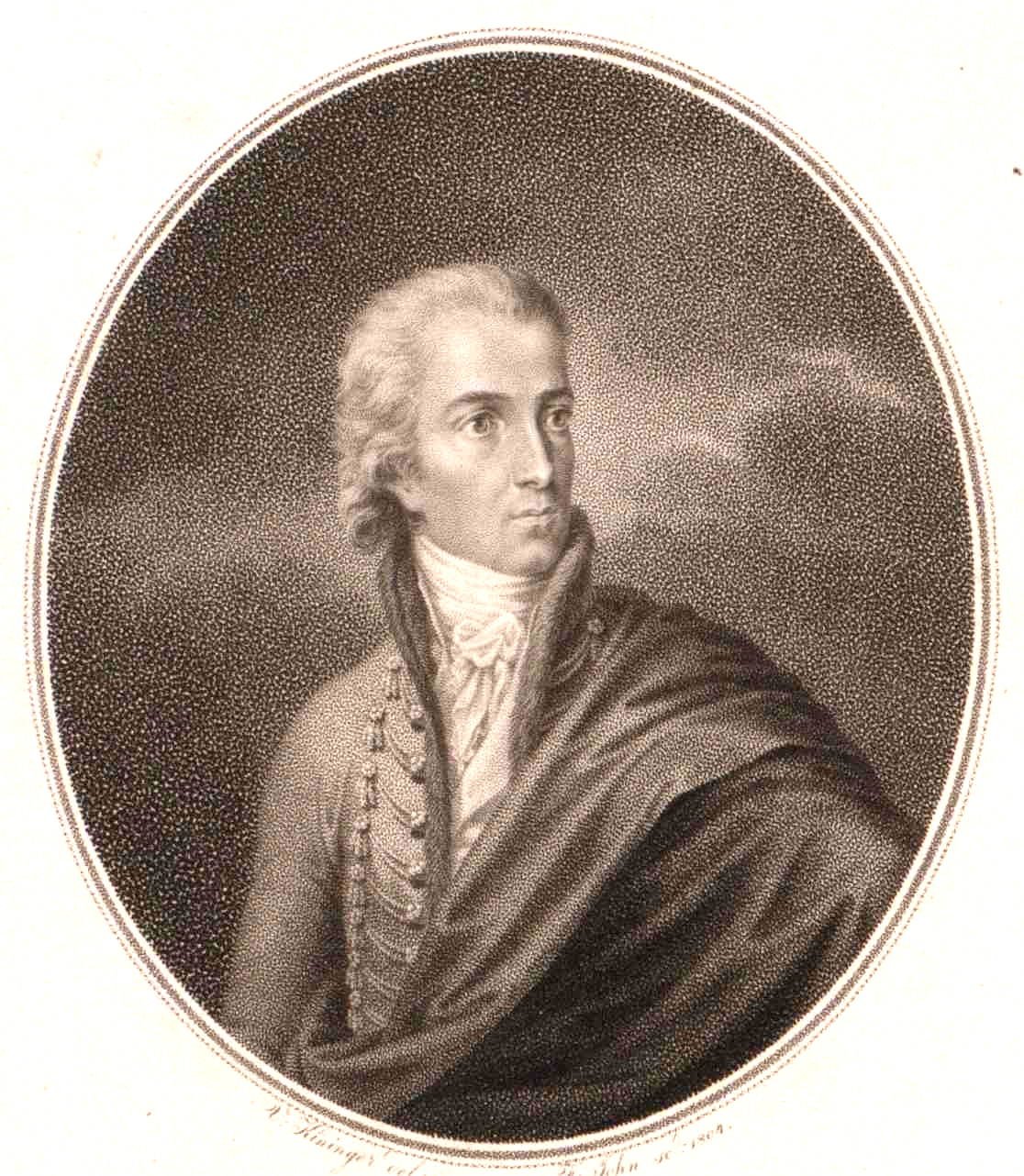

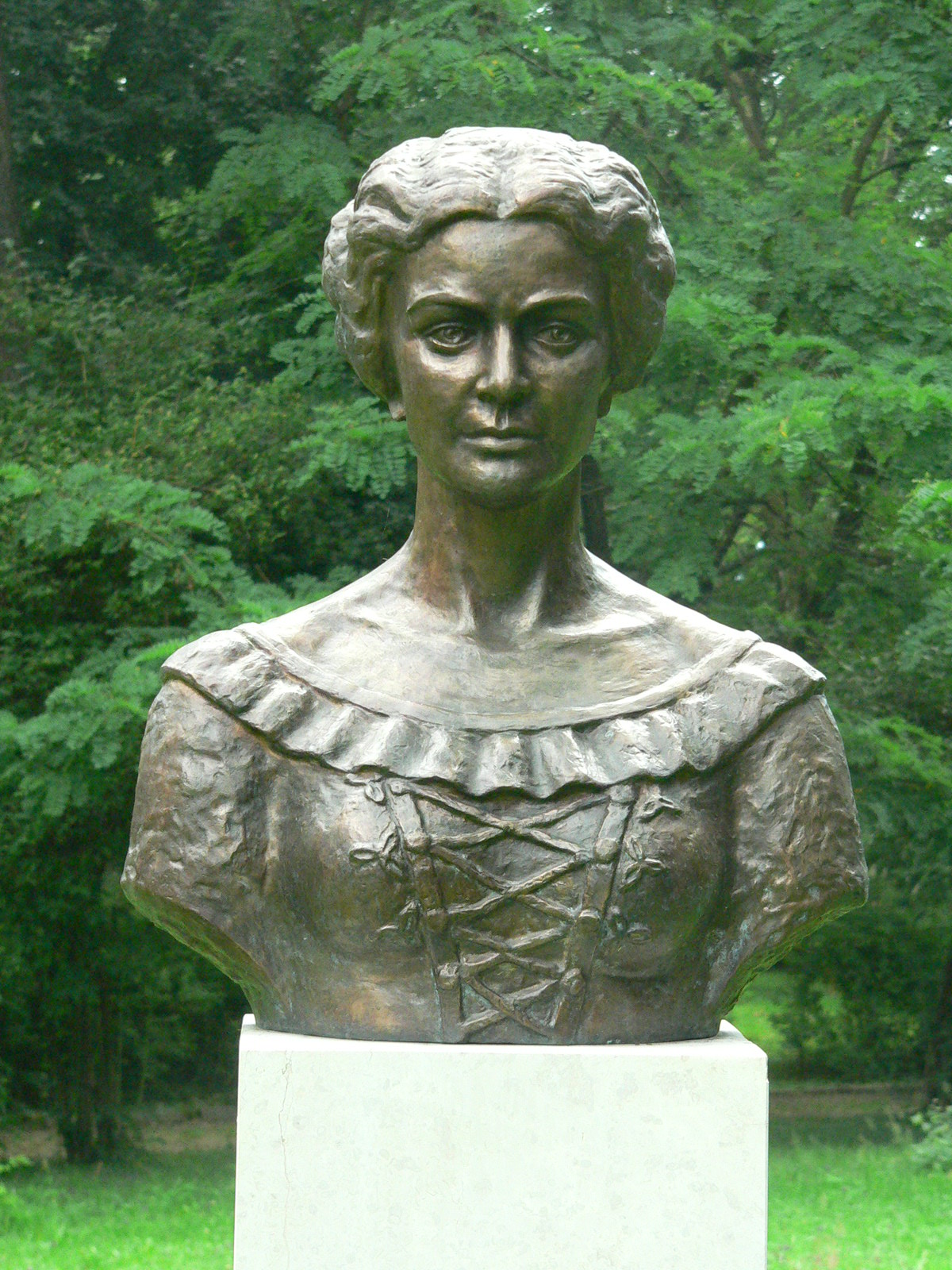

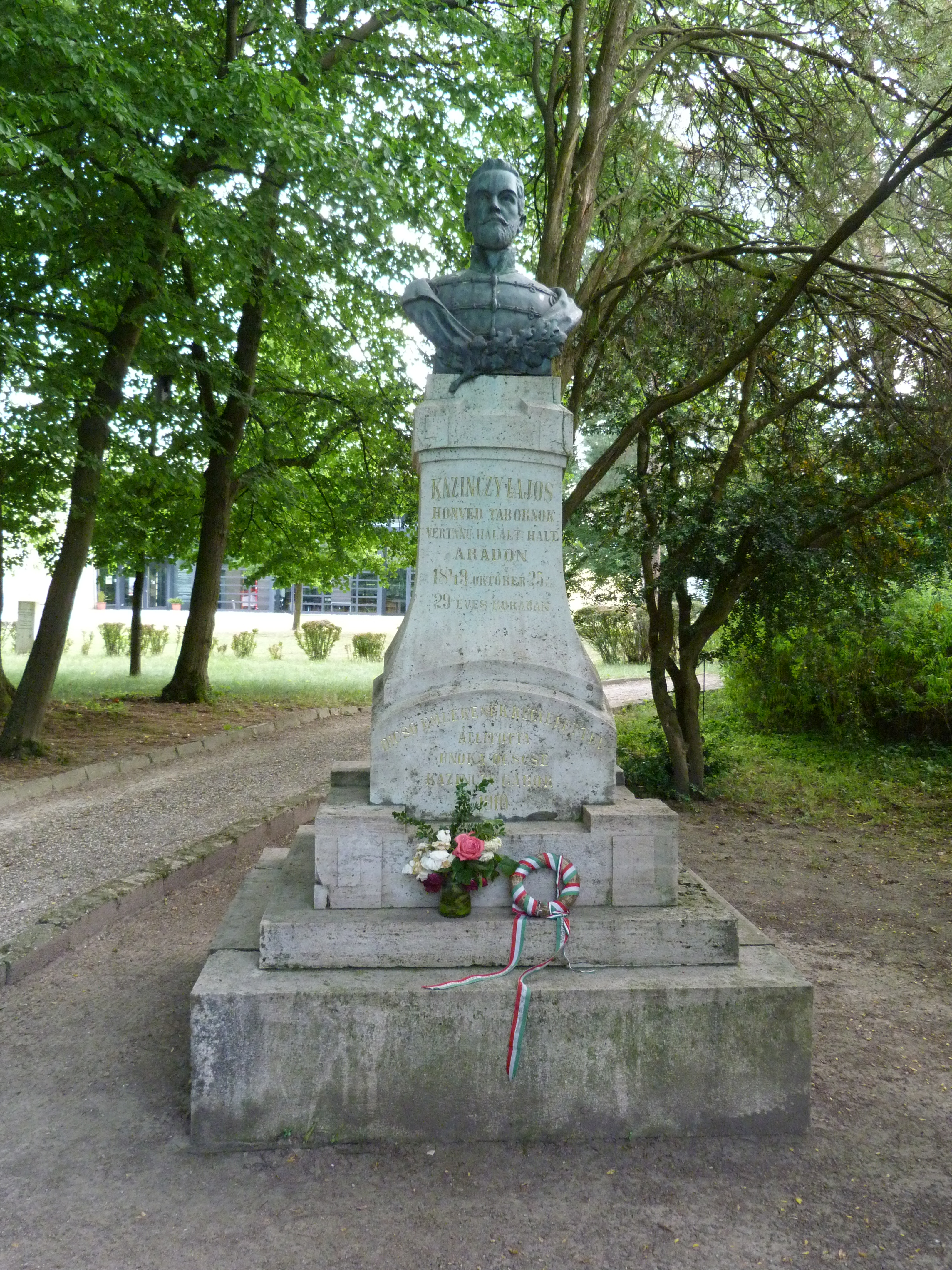

- Kazinczy Ferenc
- Török Sophie
- Kazinczy Lajos

## Látnivalók

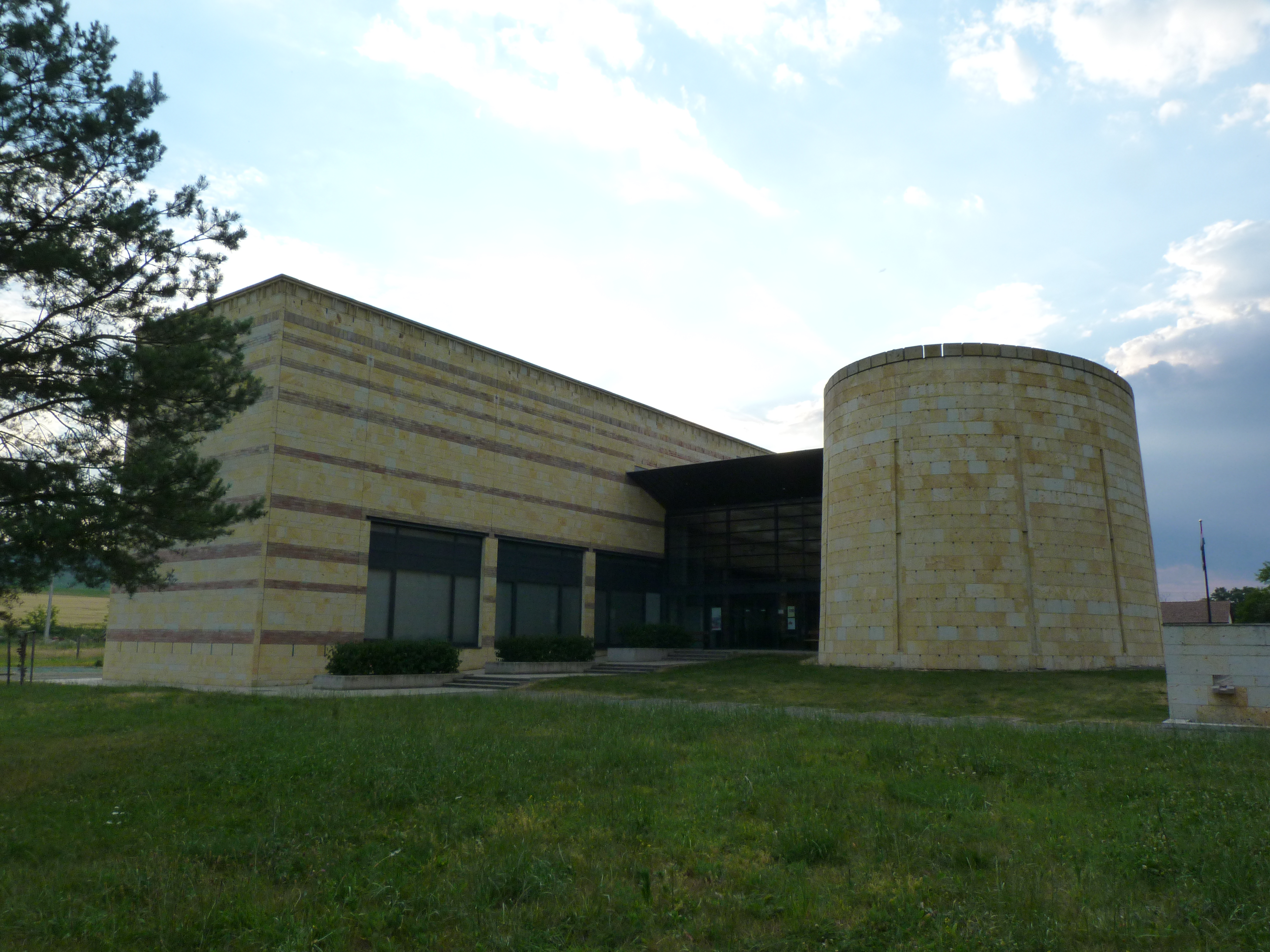

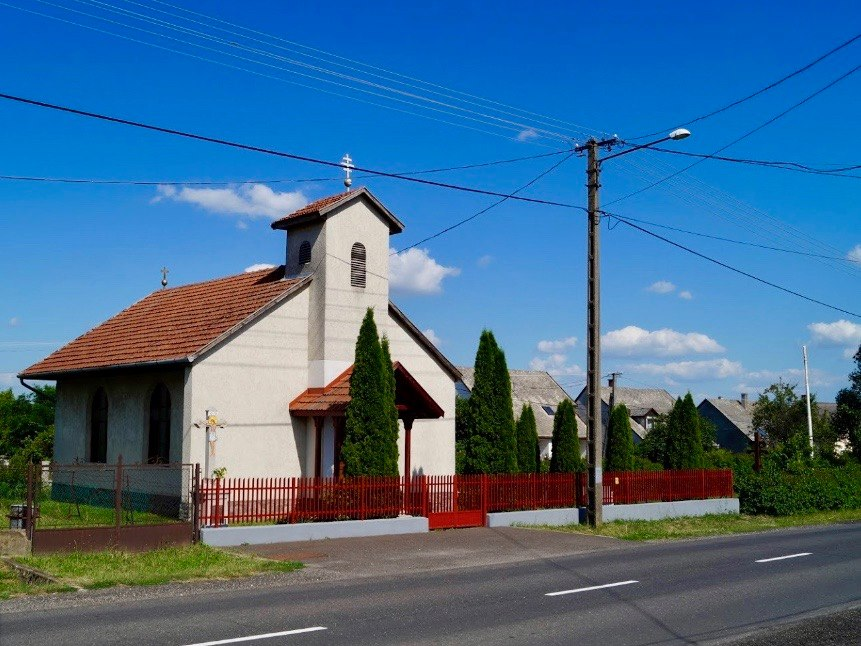

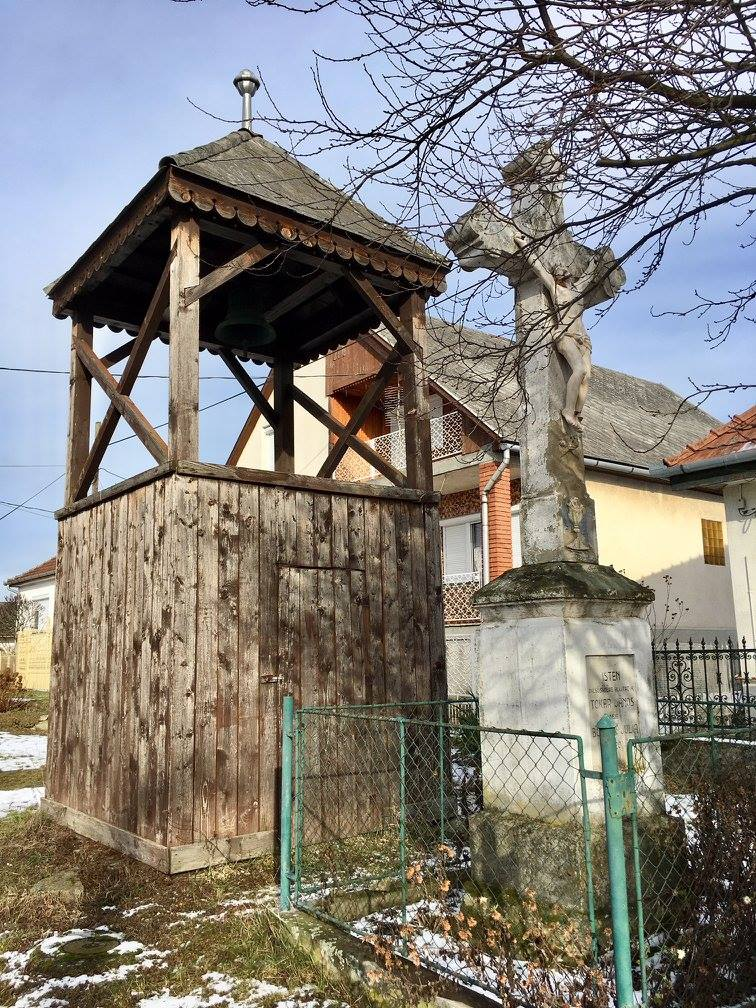

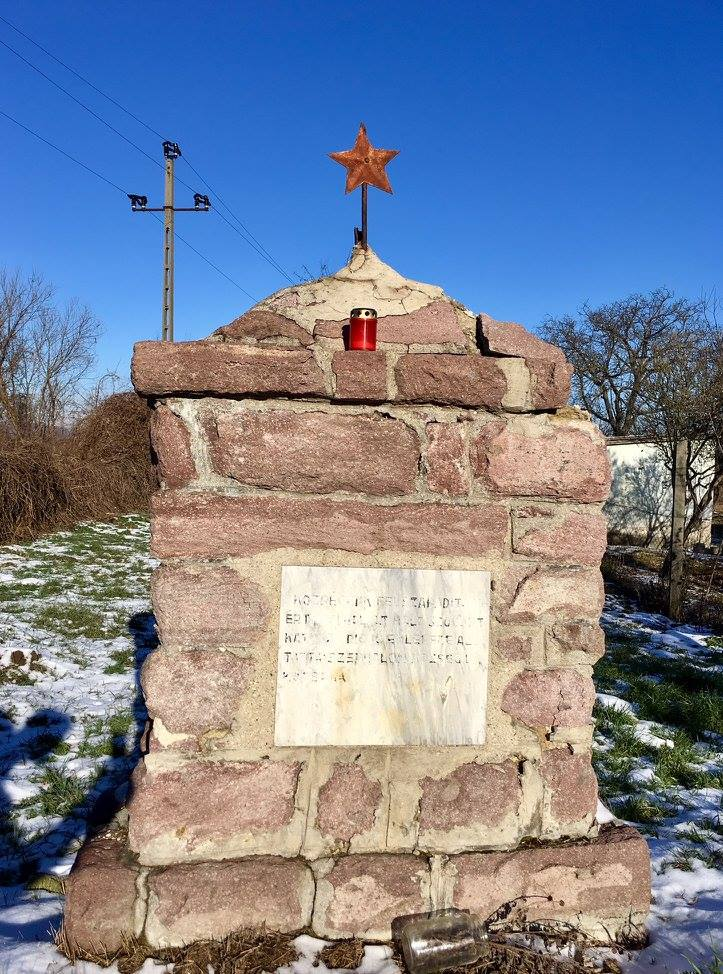
Községünk felszabadításáért hősi halált halt szovjet katonák dicső emlékére állította Széphalom község lakossága." ezen szöveg olvasható a megmaradt síron. Azért írom, hogy megmaradt mert én úgy emlékszem hogy itt 3 sír állt. Felháborító, hogy a földdel lett egyenlő a másik kettő.

- A Magyar Nyelv Múzeuma (Nyelvmúzeum) [7]

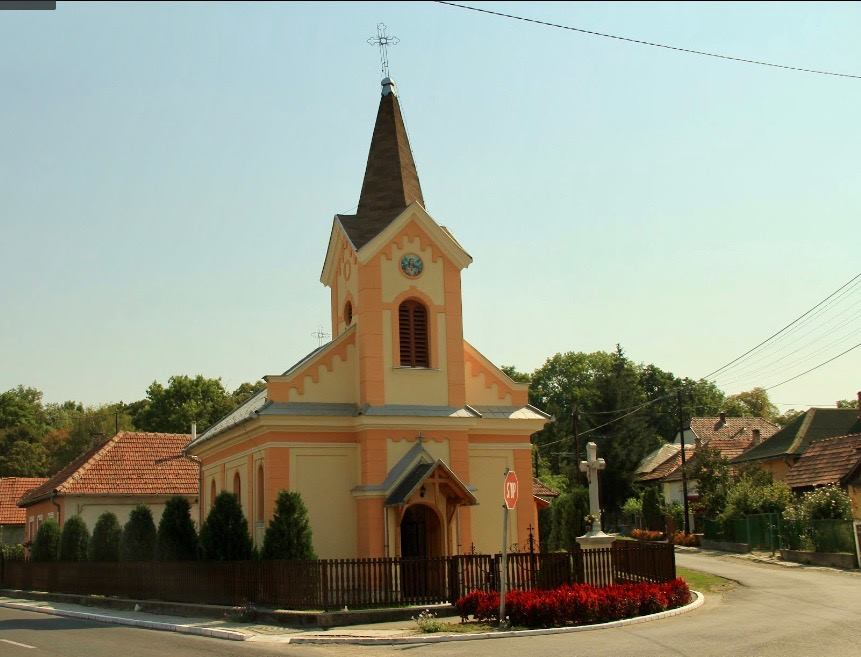

- Jézus Szíve római katolikus templom
- Széphalmi Istenszülő Oltalma görögkatolikus templom
- Harangláb, Hosszúláz utca
- II. világháborúban hősi halált halt széphalmi lakosok emlékére.

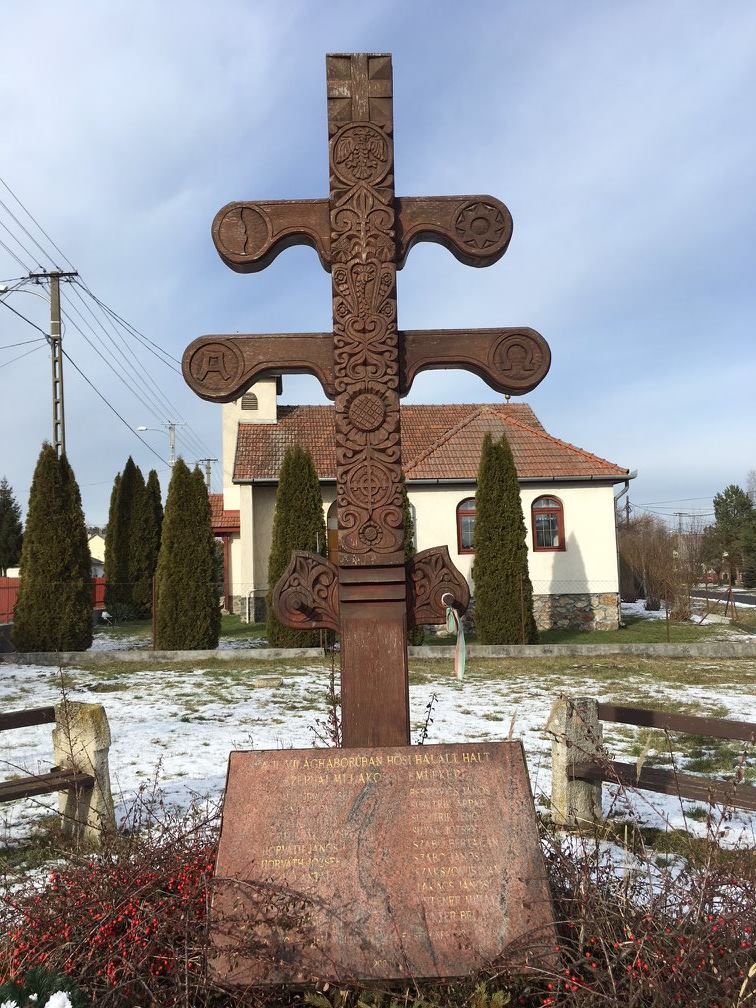

- Szovjet emlékműKözségünk felszabadításáért hősi halált halt szovjet katonák dicső emlékére állította Széphalom község lakossága." ezen szöveg olvasható a megmaradt síron. Azért írom, hogy megmaradt mert én úgy emlékszem hogy itt 3 sír állt. Felháborító, hogy a földdel lett egyenlő a másik kettő.

## Széphalom növényvilága
Ahol Sátoraljaújhelynél Tokaj-Hegyalja véget ér, ott kezdődik Hegyköz, melynek kapuja Széphalom. Magyarország legészakibb tája, a Zempléni-hegység keleti oldalán. A 400-700 méter magas hegyekkel körülvett és északon a Nagy-Milic által lezárt medencét a vulkáni földmozgások, törések, süllyedések alakították ki. A 21 település a Bózsva patak völgyében és a kis patakok mellett, a hegyek között, illetve a hegyek lábánál települt meg.
Széphalom növényvilága
A Zempléni-hegység átmeneti területet képez a Kárpátok és az Alföld, illetve a Dunántúl növényvilága között (Subcarpaticum). Több mint ezer virágos, s közel másfél ezer virágtalan növénye között számos érdekességet, ritkaságot is találunk. A hegység belső területeit összefüggő erdőségek borítják.
A Zemplén uralkodó erdőtípusai a gyertyános-tölgyesek, a bükk elegyes tölgyesek és a bükkösök. A déli kitettségű lejtőket kocsányos- és kocsánytalan tölgyek erdői fedik. A magasabb régiókban, elsősorban az északi oldalakon a bükk alkot erdőséget, de megtalálható a fehér törzsű nyír is. Az erdők között évszázadok folyamatos kaszálásával és legeltetésével fenntartott hegyi kaszálók és üde rétek húzódnak.
A vékonyabb termőrétegű területeken hárs-kőris-berkenye sziklaerdők élnek, míg a meredekebb, kitettebb részek fátlan társulásait sziklagyepek alkotják. Sajnos a hegység több pontján is viszonylag nagy területeket foglalnak el a telepített, tájidegen fenyvesek.
A dús vegetáció alapja a Kárpátokat előlegező hűvös, csapadékos éghajlat, a vízjárta völgyaljakban több helyen is találkozhatunk zsombékos láprétekkel (pl. a Mogyoróstetőn), égerláp foltokkal, szépséges nyíres-bükkös elegyerdőkkel, tőzegmohalápokkal (a legszebbek a Kemence-patak völgyében húzódnak). A kárpáti növényvilág hírnökeként megjelenő vörös- és fekete áfonya, ernyős körtike és a rózsaszín virágú csarab érdemel említést.
A középkori irtásrétek rendkívül értékes lágyszárú flóráját a több mint tíz kosborfaj, a réti kardvirág és a szibériai nőszirom fémjelzi. A nagy kiterjedésű erdőkben több körtikefaj, bogláros szellőrózsa, és ikrás fogasír virít. A nedvesebb részeken gyakran összefüggő párnát alkotnak a ritka korpafűfajok.
A szűk völgyek, szurdokerdő-társulások és mocsárrétek lakója a ritka struccpáfrány (legszebb állományai a Kemence-patak völgyében találhatók), a gyapjúsás, a mocsári nöszőfű, a tőzegmohás lápokban tőzegpáfrány él. A sor ellenkező oldalát, a száraz sziklagyepeket a hegyi kőtörőfű, a magyar kőhúr jellemzi, a sziklákon sziklai ternye virít.